# Windows Sidebar
De Windows Sidebar is een onderdeel van Windows Vista, een besturingssysteem van Microsoft. Het is een zijpaneel op het bureaublad waar verschillende gadgets aan gekoppeld kunnen worden.

## Sidebargadgets

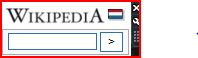
Een van de vele Wikipedia-gadgets

Gadgets zijn miniprogramma's die informatie weergeven, toegang bieden tot algemene taken zoals het starten van een mediaspeler, of een andere vorm van interactiviteit bieden. Veel gadgets zijn verbonden aan een website en bieden informatie uit en/of links naar die website. Zo bestaan er verschillende gadgets om iets in Wikipedia op te zoeken.
In Windows Vista zijn elf Sidebargadgets voorgeïnstalleerd: Kalender, Klok, Contactpersonen, Processorcontrole, Valuta, Hoofdpunten van feeds, Notities, Afbeeldingspuzzel, Diavoorstelling, Aandelen en Weerbericht. Online kunnen meer gadgets worden gedownload. Voorbeelden van populaire gadgets zijn: Buienradar.nl, NL Radio Player, NU.nl en Fokke en Sukke.
Sidebargadgets kunnen gemakkelijk van de Sidebar worden ontkoppeld en op het bureaublad worden geplaatst.

## Opbouw van gadgets
De gadgets van de Sidebar zijn opgebouwd uit HTML, XML en JavaScript. XML wordt gebruikt om de gadget toe te voegen bij het keuzescherm en via XML worden de parameters opgeslagen. HTML wordt gebruikt voor de weergave van de visuele elementen, zoals tekst en afbeeldingen. JavaScript wordt gebruikt voor het opvragen van systeeminformatie en de interactie met de gebruiker. JavaScript kan ook gebruikt worden voor visuele elementen.

## Windows 7
In Windows 7 is de Windows Sidebar vervangen door Bureaubladgadgets die rechtstreeks op het bureaublad geplaatst worden.

## Stopzetting van Windows Gadgets
Op 10 juli 2012 werd door Microsoft een TechNet security advisory geplaatst waaruit duidelijk werd dat Windows Gadgets een beveiligingsprobleem kon veroorzaken.
In hetzelfde artikel werd geadviseerd zowel Windows Sidebar als Windows Gadgets uit te schakelen.